# Ramses Lonlack
Ramkes Lonlack (sinh ngày 20 tháng 1 năm 1989) là một người phòng vệ bóng rổ nữ Cameroon. Cô đã chơi quốc tế với đội bóng rổ nữ quốc gia Cameroon và ở cấp đại học với đội bóng rổ nữ Memphis Tigerers ở Tennessee, Hoa Kỳ.
Lonlack sinh ra ở Belabo, Cameroon và là người bản địa của Bertoua. Cô chuyển đến Hoa Kỳ năm 2006 khi 17 tuổi. Lonlack là một cầu thủ ngôi sao khi theo học trường Stoneleigh-Burnham ở Massachusetts, Hoa Kỳ. Trong mùa giải cao cấp của mình (2011-12) tại Memphis, Lonlack được bầu chọn là Cầu thủ phòng thủ của năm của Hội nghị Hoa Kỳ. Cô cũng được ghi tên vào Đội phòng thủ toàn diện C-USA sau mùa giải thứ hai và năm thứ hai.